# 精神保健及び精神障害者福祉に関する法律
精神保健及び精神障害者福祉に関する法律（せいしんほけんおよびせいしんしょうがいしゃふくしにかんするほうりつ、英語: Act on Mental Health and Welfare for the Mentally Disabled、昭和25年5月1日法律第123号）は、精神保健と精神障害者福祉に関する日本の法律である。精神保健福祉法と略される。当初の題名は「精神衛生法」で、1988年7月施行の精神衛生法等の一部を改正する法律（昭和62年法律第98号）により「精神保健法」に、1995年7月施行の精神保健法の一部を改正する法律（平成7年法律第94号）により「精神保健及び精神障害者福祉に関する法律」に改める。
目的は、精神障害者の医療・保護、その社会復帰の促進・自立と社会経済活動への参加の促進のための必要な援助、その発生の予防その他国民の精神的健康の保持および増進により、精神障害者の福祉の増進・国民の精神保健の向上を図ることにある（法1条）。
厚生労働省社会・援護局精神保健福祉課が所管する。

## 構成
- 第1章 総則
- 第2章 精神保健福祉センター
- 第3章 地方精神保健福祉審議会及び精神医療審査会
- 第4章 精神保健指定医、登録研修機関及び精神科病院
  - 第1節 精神保健指定医
  - 第2節 登録研修機関
  - 第3節 精神科病院
- 第5章 医療及び保護
  - 第1節 保護者
  - 第2節 任意入院
  - 第3節 指定医の診察及び措置入院
  - 第4節 医療保護入院等
  - 第5節 精神科病院における処遇等
  - 第6節 雑則
- 第6章 保健及び福祉
  - 第1節 精神障害者保健福祉手帳
  - 第2節 相談指導等
  - 第3節 施設及び事業
- 第7章 精神障害者社会復帰促進センター
- 第8章 雑則
- 第9章 罰則
- 附則
- 別表

## 強制入院の根拠法
非自発入院の判断基準（日本精神科救急学会ガイドライン）
1. 精神保健福祉法が規定する精神障害と診断される。
2. 上記の精神障害のために判断能力が著しく低下した病態にある
（精神病状態，重症の躁状態またはうつ状態，せん妄状態など）。
3. この病態のために，社会生活上，自他に不利益となる事態が生じている。
4. 医学的介入なしには，この事態が遷延ないし悪化する可能性が高い。
5. 医学的介入によって，この事態の改善が期待される。
6. 入院治療以外に医学的な介入の手段がない。
7. 入院治療についてインフォームドコンセントが成立しない。

本法は、その沿革からして精神障害者の強制入院制度に関する事項が多くを占めている。1964年のライシャワー事件以降は、精神障害者に対する精神科病院への隔離収容の強化に傾いたが、1984年の宇都宮病院事件以降は、入院患者の人権・権利擁護尊重に傾き、現在では社会的入院からの退院促進に重きを置くことになっている。
本法に規定される入院形態は、措置入院・緊急措置入院・医療保護入院・応急入院・任意入院があり、前4者は強制入院（非自発入院）である。その他の強制入院として心神喪失等の状態で重大な他害行為を行った者の医療及び観察等に関する法律による入院処遇、同法による鑑定入院、刑事訴訟法上の鑑定留置としての鑑定入院があるが、詳細は各項目を参照のこと。
- 精神科への入院[2]
  - 自発入院 - 任意入院
  - 非自発入院
    - 措置入院 / 緊急措置入院
    - 医療保護入院 / 応急入院

本項はこれらに共通する事項について記述する。

### 精神科病院、精神病床、精神保健指定医
本法の入院規定の対象となるのは、精神科病院及び精神科病院以外の病院であって精神病室を有するものである（第19条の5参照）。
- 都道府県は都道府県立精神科病院を設置するか（第19条の7）、厚生労働大臣の指定する適合条件に適した精神科を有する国立、都道府県立、もしくは地方公共団体立の病院を都道府県立精神科病院の代替とする指定病院として、設置しなければならない（第19条の8）。2016年4月現在、入院対応可能な都道府県立精神科病院もしくは指定病院が大分県を除き、46都道府県で設置されている[3]。2020年大分県による大分県立病院精神医療センター[4]の開設により、全ての都道府県が精神病床を含む精神科病院を設置するに至り、入院対応可能な県立精神科病院の空白状態が解消されるに至った。

- 精神病患者は、原則として精神病室に入院させることとされる（医療法施行規則第10条第3号）が、例外的に精神病室以外の病室に入院させる場合（同条柱書ただし書き）、本法が適用されない。例えば集中治療室（ICU）でせん妄を起こして暴れている患者がいる場合、本法に定める精神障害者に含まれるが、精神病室に入院していないから、精神保健指定医の判断なく拘束を行うことができる。このような例外を除いて、精神病床では本法に則った入退院や処遇が履践されなければならず、精神科臨床について精神科医が一定の修練を経た精神保健指定医（指定医）を、常勤として置かなければならない（第19条の5）。指定医は入退院、入院継続、処遇等に関し独占的な判断権を有する。詳細は以下及び精神保健指定医の頁を参照のこと。

### 精神保健福祉法上の非自発入院の要件及び当該非自発入院に係る移送の要件並びに処遇に関する要件は違法性阻却要件に該当する
医療観察法上の非自発入院をさせる事が法的にできないにも拘らず精神保健福祉法上の非自発入院の要件に違反して人を非自発入院させる行為は逮捕監禁事犯でありまた精神保健福祉法上の非自発入院に係る移送の要件に違反して人を強制的に精神科病院に移送する行為は略取誘拐事犯である。

また精神保健福祉法上の処遇に関する要件に違反する行為は何らかの事犯に該当する。

例えば精神保健福祉法第三十六第三項にて規定されている入院患者の隔離の要件に違反する行為は逮捕監禁事犯に該当する。

また精神科病院に不法に非自発入院させられたり入院中の精神科病院の精神保健指定医から精神保健福祉法第第三十六条及び第三十七条にて規定されている処遇の要件に違反する行為をされたりした場合は精神保健福祉法第三十八条の四の規定に基づき精神医療審査会に対し退院請求や処遇改善請求を出す事ができまた人身保護法第二条の規定に基づき人身保護請求を高等裁判所又は地方裁判所に対し出す事ができる。

また精神科病院に不法に非自発入院させられた場合は緊急避難を行使する事ができまた入院中の精神科病院の精神保健指定医から精神保健福祉法第第三十六条及び第三十七条にて規定されている処遇の要件に違反する行為をされた場合は正当防衛や緊急避難を行使する事ができる。

### 処遇
入院患者に対しては行動制限を課すことができ、法律レベルではその内容・手続等の規定がなく、通達レベルへ広範に委任されている。
- 第36条第2項及び昭和63年厚生省告示第128号は信書の発受、人権擁護の行政機関職員及び代理人弁護士との電話、並びにこれらの者及び代理人となろうとする弁護士との面会はいかなる場合も制限できないとし、第36条第3項及び昭和63年厚生省告示第129号は12時間を超える隔離及び身体的拘束は指定医の判断を要するとする（第36条第3項は「隔離その他の行動の制限」としており、告示に規定のない12時間を超えない隔離は、同条項の直接の規制対象とならないことになる）。その他の行動制限は医師の指示で可能であると解されているが、第37条第1項及び昭和63年厚生省告示第130号の基準に従うこととされている。これらの規定は、告示第130号の開放処遇について一部違える他は、全ての入院形態において（及び医療観察法第92条以下で、同法による入院処遇についても）同様に適用される。すなわち、任意入院において退院制限がなくても、要件を満たせば身体拘束すら適法である（もっとも、継続的に行動制限を要する患者が、真に任意入院の適応であるかは吟味されなくてはならないが）。
- 入院の強制や行動制限があることのセーフガードとして、指定医の報告制度（第37条の2）、定期病状報告制度（第38条の2）がある。さらに、中心的な不服申立制度として、退院請求・処遇改善請求制度（第38条の4以下）と、これらの請求や、入院・定期病状報告の審査のため、都道府県精神医療審査会の制度（第12条以下）が定められ、可及的に中立的な機関として入院・行動制限の運用をチェックする建前となっている。下記#行政監査も参照のこと。
- 以上のように、強制入院（収容）及び行動制限等の処遇については、規定があるものの、強制医療の内容・手続そのものについては、何らの規定も置かれていないため、恣意的な濫用が起きていると大阪精神医療人権センターが指摘している。
- 一方で、精神疾患入院患者に対する防御権が全く無いため、入院患者の権利擁護者配置を必須事項にすべきと、障害者団体や国会で議論されており、平成26年法律改正の附帯決議に記載されている。

### 無断退去者に対する措置
- 精神科病院に入院している自傷他害の恐れのある者が無断で退去しその行方が不明になった時は、その者が入院している精神科病院の管理者は所轄の警察署長に次の事項を通知してその探索を求める事となる（第三十九条第一項）。

一　退去者の住所、氏名、性別及び生年月日

二　退去の年月日及び時刻

三　症状の概要

四　退去者を発見するために参考となるべき人相、服装その他の事項

五　入院年月日

六　退去者の家族等又はこれに準ずる者の住所、氏名その他厚生労働省令で定める事項

また、警察官がその探索を求められた者を発見した時は、直ちに、その旨をその探索を求めてきた精神科病院の管理者に通知する事となる。

この場合において、警察官は、当該精神科病院の管理者がその者を引き取るまでの間、二十四時間を限り、その者を、警察署、病院、救護施設等の精神障害者を保護するのに適当な場所に、保護することができる（第三十九条第二項）。

- つまり、精神科病院に入院している自傷他害の恐れのある措置入院者や緊急措置入院者や医療保護入院者や応急入院者や任意入院者が無断で退去し行方不明になった時は、その者が入院している精神科病院の管理者は所轄の警察署長に通知してその探索を求める事になるが、精神科病院に入院している自傷他害の恐れのない医療保護入院者や応急入院者や任意入院者が無断で退去し行方不明になった時は、その者が入院している精神科病院の管理者は所轄の警察署長に通知してその探索を求める事は法的にできない。

なお措置入院者及び緊急措置入院者以外の入院者が自傷他害の恐れがあるかどうかを判断するのは精神保健指定医である。
そのため精神科病院から無断で退去した自傷他害の恐れのない入院者は精神科病院から無断で退去した自傷他害の恐れのある入院者よりも精神科病院に連れ戻される蓋然性が低い。

## 福祉制度の根拠法
第45条及び第45条の2は精神障害者保健福祉手帳制度を、第46条ないし第49条は相談のための機能を定めている（第50条及び第51条は削除）。第51条の2ないし第51条の11は精神障害者社会復帰促進センターの根拠規定であるが、現在実効性がない。
このように、障害者福祉に関する条文自体は少ない。

## 行政監査
都道府県知事は精神医療審査会により、入院患者らの措置や処遇が適当であるか審査を行わなければならない（第38条の5）。不必要と認められたものについては、都道府県知事は退院命令など必要な措置を講じなければならない（同条第5項）。
- しかし実際には「人権擁護の砦」のはずである、病院に対する行政監察である、精神医療審査会が委員出席数の要件を守らず、審議会を漫然と開催していた問題が発覚し、精神医療審議会の機能は「形骸化している」と批判が挙がっている[5][6]。
- この問題の発覚を受けて、厚生労働省が地方公共団体に実態を照会したところ、記録が残っている2011年（平成23年）から2017年（平成29年）まで、都道府県では、北海道・岩手県・秋田県・栃木県・埼玉県・岐阜県・三重県・滋賀県・鳥取県・徳島県・香川県の12道県が、政令指定都市では、さいたま市・相模原市・広島市・福岡市の4市で、委員の出席者数に関する法令要件を満たさずに、精神医療審査会が開催された事例が判明している[7]。

都道府県知事は、入院患者らの措置が不適当であった場合は、病院管理者に対し改善計画の提出を求め、また必要な措置を取ることができる（第38条の7）。これらの命令に従わない場合、厚生労働大臣や都道府県知事は、入院医療の全部または一部の制限命令ができる（同条第4項）。
命令発動例としては以下がある。
- 2001年 朝倉病院（埼玉県、新規患者受入停止命令）[8]
- 2011年 倉敷森下病院（岡山県、新規患者受入停止命令）[9]

2013年に、国際連合人権理事会は日本に対し、精神障害者の非常に大勢が自らの意思に反して長期間に渡って社会的入院されていることや、身体拘束と隔離が過剰に用いられていることを警告し、日本は、全ての精神科病院を訪問監査する独立組織を立ち上げること、また外来ケアとコミュニティケアを充実させ、入院患者数を削減（脱施設化）するよう勧告している。
生活保護における医療扶助は生活保護費の半分を占め、うち医科の入院医療費が全体の55.7％（2013年）と大きく、医療扶助による入院患者は、1か月平均の42.9％が精神障害であり多数となっている。人数では7.1％入院患者に、医療扶助費全体の55％余が使われている。日本は、世界でも突出して精神科のベッド数、入院患者数が多い国であり、長期入院が生活保護費を上昇させている。

## 歴史

### 精神障害者社会復帰施設
旧法の第50条では精神障害者社会復帰施設を定めており、以下の種類があった。
1. 精神障害者生活訓練施設 - 精神障害のため家庭において日常生活を営むのに支障がある精神障害者が日常生活に適応することができるように、低額な料金で、居室その他の設備を利用させ、必要な訓練及び指導を行うことにより、その者の社会復帰の促進を図ることを目的とする。
2. 精神障害者授産施設 - 雇用されることが困難な精神障害者が自活することができるように、低額な料金で、必要な訓練を行い、及び職業を与えることにより、その者の社会復帰の促進を図ることを目的とする。
3. 精神障害者福祉ホーム - 現に住居を求めている精神障害者に対し、低額な料金で、居室その他の設備を利用させるとともに、日常生活に必要な便宜を供与することにより、その者の社会復帰の促進及び自立の促進を図ることを目的とする。
4. 精神障害者福祉工場 - 精神障害者福祉工場は、通常の事業所に雇用されることが困難な精神障害者を雇用し、および社会生活への適応のために必要な指導を行うことにより、その者の社会復帰の促進及び社会経済活動への参加の促進を図ることを目的とする施設とする。
5. 精神障害者地域生活支援センター - 地域の精神保健および精神障害者の福祉に関する各般の問題につき、精神障害者からの相談に応じ、必要な指導及び助言を行うとともに、第49条第1項の規定による助言を行い、併せて保健所、福祉事務所、精神障害者社会復帰施設等との連絡調整その他厚生労働省令で定める援助を総合的に行うことを目的とする施設とする。

これら施設を設置できるのは、都道府県、市町村、社会福祉法人その他の者とされていた（第50条）。現在では新規設置はできない（附則第48条）。